# Hrvoje Pende
Hrvoje Pende (Rijeka), hrvatski znanstvenik i umjetnik Uvaženi je i poznati hrvatski intelektualac iz Rijeke.

## Životopis
Rođen u Rijeci. Magistrirao na riječkom sveučilištu iz područja društvenih znanosti, na polju ekonomija s tezom Kultura u funkciji razvoja povoljnog korporacijskog imidža u turizmu. Na istom sveučilištu je i doktorirao s temom Komuniciranje korporacijskog identiteta u hrvatskom turizmu. Više od 20 godina radi u javnoj upravi i organizacijama u državnom vlasništvu. Trenutno radi u tijelu regionalne samouprave kao savjetnik za turizam.
Kao znanstvenik u biranju predmeta i metoda istraživanja nastoji pridonijeti kritičkoj analizi, odnosno dekonstrukciji stvarnosti, razotkrivanju stvarnih identiteta i implicitnih vrijednosti hrvatskih organizacija. Preispituje društvenu svijest, istražuje svijet svakodnevnog života unutar područja kojeg oblikuje njegovo ukupno iskustvo, ali i društveni kontekst. Piše kolumne za Narod.hr.
Član je Organizacijskog odbora Građanske inicijative Narod odlučuje koja se zalaže za demokratizaciju hrvatskog društva u sklopu kojih aktivnosti je u svibnju 2018. uspješno organizirala prikupljanje potpisa građana RH za referendum za pravedniji izborni sustav.    
Umjetnički opus Hrvoja Pende su fotografija i razni oblici vizualne umjetnosti. U fotograijama teži dočarati osobne percepcije, iskazuje asocijacije i doživljaje vlastitog okruženja. Osim njih dočarava i stavove o društvu, gradu, pojavi. 
Motivi su ishod njegova unutarnjeg referentnog okvira (ukupno autorovo iskustvo) i njegova odnosa s objektom fotografije unutar društvenog konteksta. Žanrovi su većinom socijalno-dokumentarni, arhitektonski, postmodernistički, nadrealni i naturalistički. Izrađuje i apstraktne motive pomoću Adobe Photoshopa. U jednoj seriji fotografija odabranim kadrovima i primijenjenom tehnikom obrade pruža "doživljaj ogoljen do stvarnosti, grub i oštar kao neželjena istina, lišen bilo kakvog uljepšavanja. Gradski pejzaži su otuđeni i hladni, asocijacije uglavnom neugodne, osjećaji nepoželjni." Priredio više samostalnih i skupnih izložbi.

## Djela
Uz brojne znanstvene članke, oglede i eseje objavio je i četiri knjige: Moć neetičkog poslovanja: organizacijska kultura u Hrvatskoj (2008.), Hrvatski turizam: upravljanje identitetom (2013.), obje u izdanju Hrvatske sveučilišne naklade, Zagreb, zbirku kolumni Riječke pravaške Davorije (2021.) te knjigu Korona kult: 2 tjedna zauvijek 2022.) u izdanju udruge Primorski Hrvat.

## Vanjske poveznice
- YouTube Moja Rijeka - Hrvoje Pende u Galeriji Palach